# Destination Berlin (Tangerine Dream)
Destination Berlin is een studioalbum van Tangerine Dream.

## Inleiding
Het bevat muziek die is geschreven voor de gelijknamige film, die destijds zou gaan draaien met het Imagine 360-systeem in een surround-bioscoop in (toen) West-Berlijn. Van het album verschenen twee versies: een in 1989 en een heruitgave in 2007 waarbij de tracks verschillen en ook een andere volgorde hebben. Onderstaand het overzicht van de versie uit 1989. Het album is opgenomen in West-Berlijn. Het was de laatste filmmuziek met Haslinger als partner. In 2020 kwam er een uitgave op langspeelplaat via Sony Music dat de rechten had verworden van Hansa Schallplatten. Destination Berlin werd uitgebracht in de overgang tussen twee tijdperken binnen Tangerine Dream, Van de Melrose naar de Seattle Years. Bovendien werd het opgenomen in de periode dat er een overgang plaatsvond van analoge naar digitale synthesizers. De muziek werd door Wouter Bessels omschreven als achtergrondmuziek, met herkenbare melodielijnen, elektronisch slagwerk, waarbij Alexander Square boven de andere tracks uitstijgt door de verschuivende ritmiek.

## Musici
- Edgar Froese, Paul Haslinger – synthesizers waaronder Yamaha DX7 en Atari, elektronica

## Muziek
Alle van Froese en Haslinger
| Nr. | Titel                          | Duur |
| --- | ------------------------------ | ---- |
| 1.  | Alexander Square (albumversie) | 4:50 |
| 2.  | Emperor’s castle               | 2:10 |
| 3.  | Hitchhiker’s point             | 5:00 |
| 4.  | Brandenburg Gate               | 3:25 |
| 5.  | Wall-street                    | 3:16 |
| 6.  | Peacock island                 | 3:25 |
| 7.  | Down the Avus                  | 4:40 |
| 8.  | Midnight in bear city          | 4:25 |
| 9.  | Berlin summer nights           | 4:17 |
| 10. | Alexander Square (reprise)     | 2:00 |